# Clear Lake (Wisconsin)
Clear Lake – miasto w Stanach Zjednoczonych, w stanie Wisconsin, w hrabstwie Polk.